# Behren-lès-Forbach
Behren-lès-Forbach è un comune francese di 8 677 abitanti situato nel dipartimento della Mosella nella regione del Grand Est. La località è stata un centro carbonifero del bacino della Lorena.

## Società

### Evoluzione demografica
Abitanti censiti

## Amministrazione

### Gemellaggi
- Carbonia, località della zona mineraria del Sulcis.